# Eparchie Kámišlí
Eparchie Kámišlí je eparchie arménské katolické církve nacházející se v Sýrii.

## Území
Zahrnuje území guvernorátu Dajr az-Zaur a Hasaka.
Biskupským sídlem je město Kámišlí, kde se nachází hlavní chrám, katedrála svatého Josefa.

## Historie
Roku 1938 byl zřízen patriarchální vikariát Kámišlí.
Dne 29. června 1954 byl vikariát bulou Cum summus papeže Pia XII. povýšen na eparchii se získáním území z archieparchie Mardin.

## Seznam biskupů
- Joseph Gennangi (1954–1972)
- Krikor Ayvazian (1972–1988)
- Joseph Arnaouti, I.C.P.B. (1989–1992)
  - Boutros Marayati (1992–2022) apoštolský administrátor
- Antranig Ayvazian (od 2022)